# Anna Negulic
Anna Negulic, née le 20 juillet 1998 à Bedford, est une kayakiste canadienne.

## Carrière
Aux Jeux panaméricains de 2019, elle remporte la médaille d'or en K4 500 mètres.